# Alexander Rier
Alexander Rier (* 1985 in Kastelruth) ist ein Südtiroler Musiker der volkstümlichen Musik. Er ist der Sohn von Norbert Rier, dem Frontmann der Kastelruther Spatzen.

## Leben
Alexander Rier wuchs in Kastelruth zusammen mit seinen Eltern, seinen drei Geschwistern und seinen Großeltern auf deren Haflinger-Gestüt auf. Er besuchte die landwirtschaftliche Oberschule, wo er sein Abitur ablegte. er arbeitete anschließend als Skilehrer, in einem Malerbetrieb und auf dem elterlichen Hof. Daneben betätigte er sich im Reitsport.
Musikalisch wagte er sich 2010 erstmals in das Licht der Öffentlichkeit und präsentierte 2010 beim Sommerfest der Volksmusik seine erste Single Bitte küss mich nicht, die von Alfons Weindorf produziert und komponiert wurde. Das Sony-Music-Sublabel Ariola nahm ihn unter Vertrag. Sein erstes Album Ich wart auf dich erschien 2010 und erreichte Platz 48 der österreichischen Charts. Er ging im Herbst 2010 auf Tournee mit Semino Rossi. Im Frühjahr 2011 folgte eine Frühlingstournee durch sechs Länder zusammen mit Florian Silbereisen, Karel Gott und Michael Hirte.
2012 folgte Zwischen dir und mir. Der Titeltrack ist ein Duett mit seinem Vater. Mit dem Album erreichte er zum zweiten Mal die österreichischen Charts. Im gleichen Jahr folgte auch sein Weihnachtsalbum Dann ist Weihnacht, ebenfalls mit einem Duett mit seinem Vater sowie zwei Songs mit seinen Geschwistern Marion, Anna und Andreas auf.
2014 folgte das Album Liebe ist mehr…, 2015 das Album Jetzt und 2017 das Album Träum mit mir.
Am 6. November 2020 folgte das Best-of-Album Liebe (wird immer das Größte sein) – Das Beste zum zehnjährigen Jubiläum, mit dem er erstmals die deutschen Charts erreichte. Das Album stieg am 13. November 2020 auf Platz 13 der deutschen Charts ein.

## Diskografie

### Alben
- 2010: Ich wart auf dich (Ariola/Sony Music)
- 2012: Zwischen dir und mir (Ariola/Sony Music)
- 2012: Dann ist Weihnacht (Ariola/Sony Music)
- 2014: Liebe ist mehr… (Ariola/Sony Music)
- 2015: Jetzt (Ariola/Sony Music)
- 2017. Träum mit mir (Ariola/Sony Music)

### Kompilationen
- 2020: Liebe wird immer das Größte sein – Das Beste (Ariola/Sony Music)